# Ligne 289 (Infrabel)
La ligne industrielle 289 est l'une des dernières lignes industrielle posée en Belgique (1997). Elle se débranche de la ligne 155, elle-même en exploitation simplifiée, pour desservir le zoning industriel «Gantaufet» à Étalle et plus précisément l'usine d'embouteillage Nestlé Waters Benelux.
La ligne est posée selon de fortes normes de qualité (rails soudés, travelage serré, ballast généreux), de sorte qu'elle ne nécessitera que peu d'entretien dans le cadre d'une exploitation simplifiée.

## Historique
Entre 1997 et octobre 2007, l'usine a expédié chaque matin 6 ou 12 wagons bâchés à grande capacité - soit environ 50 % de la production - à destination de la France principalement (via Stockem).
En octobre 2007, le transport a été transféré à la route à la suite d'un changement de politique de la SNCF en matière de wagons isolés.
En mai 2008, la crise pétrolière aidant, un train complet (24 wagons) est à nouveau expédié chaque semaine. Pour éviter la remise en tête à Marbehan, le train s'offre un tour d'Ardennes puisqu'il relie Bertrix vers midi, via Libramont. À Bertrix, la rame est reprise en traction électrique jusqu'à Uckange (Thionville) via Virton et Athus. Un trajet effectué en près de 7 h alors qu'il ne fait qu'une centaine de kilomètres par la route.
Ce nouveau trafic ne durera que quelques mois. En février 2009, une restructuration menace l'usine, faisant peser l'incertitude sur l'avenir de la ligne.